# Ordinary
«Ordinary» es una canción del cantautor estadounidense Alex Warren, lanzada el 7 de febrero de 2025, a través de Atlantic Records, e incluido en la reedición digital de su álbum de estudio debut You'll Be Alright, Kid (Chapter 1). Warren escribió la canción con el productor Adam Yaron, y los compositores Cal Shapiro y Mags Duval. 
«Ordinary» alcanzó la posición número uno en el Billboard Hot 100, siendo este el primer éxito del artista en alcanzar dicha posición. Fuera de los Estados Unidos, encabezó las listas en Australia, Canadá, Dinamarca, Irlanda, Países Bajos, Nueva Zelanda, Noruega, Suiza y el Reino Unido, y logro ingresar a los primeros diez puestos en países como Austria, Bélgica, Alemania, Letonia y Suecia.
Más precisamente en Reino Unido, «Ordinary» se convirtió en la canción que más tiempo ha permanecido en el número uno en la década de 2020 hasta la fecha (superando el reinado de 11 semanas de «Bad Habits» de Ed Sheeran entre julio y septiembre de 2021), así como en la canción con mayor permanencia ininterrumpida en el número uno de la lista de sencillos del Reino Unido de un artista masculino estadounidense, permaneciendo 12 semanas consecutivas. La canción recibió un impulso significativo en streaming, ventas y Shazam después de que Warren la interpretara en la octava temporada del reality show Love Is Blind.

## Composición
La canción habla de lo mucho que puedes amar a alguien, esa sensación de que pasar tiempo con esa persona, te hace experimentar que la vid es más extraordinaria al lado suyo. Warren logra transmitir sus emociones de forma efectiva gracias a la letra introspectiva, ritmos calmados y un coro caótico. Muchos en Internet han citado que esto puede significar el resurgimiento de la era del indie folk stomp clap de principios de la década de 2010.

## Vídeo musical
El video musical se lanzó el 7 de febrero de 2025, en el aparece la esposa de Warren, Kouvr Annon. Se lo ve persiguiéndola por diferentes lugares, incluido un bosque, una playa y un desierto, antes de finalmente alcanzarla. Al final ambos levitan hacia el cielo.

## Premios y nominaciones
| Año  | Premio                          | Categoría              | Resultado | Referencias |
| ---- | ------------------------------- | ---------------------- | --------- | ----------- |
| 2025 | Nickelodeon Kids' Choice Awards | Canción viral favorita | Nominada  | [ 4 ]       |
| 2025 | MTV Video Music Awards          | Canción del año        | Pendiente | [ 5 ]       |
| 2025 | MTV Video Music Awards          | Mejor canción pop      | Pendiente | [ 5 ]       |